# Марина Вјазовска
Марина Вјазовска (рођена 1984) украјински је математичар, позната по томе што је 2016. године решила проблем сферног паковања у димензији 8 и, уз сарадњу са другим научницима, у димензији 24. Претходно је проблем био решен за само три или мање димензија, а доказ тродимензионалне верзије (Кеплерова претпоставка) захтевао је исцрпне компјутерске калкулације. Насупрот томе, доказ Вјазовске за димензије 8 и 24 је “невероватно једноставан”.
Као студент Тарас Шевченко Универзитета у Кијеву, Вјазовска се такмичила на интернационалном математичком такмичењу за универзитетске студенте 2002, 2003, 2004. и 2005. године и била је међу првима 2002. и 2005. године. Дипломирала је 2010. године на Институту за математику Националне академије наука Украјине, а 2013. докторирала на Универзитету у Бону. Њена докторска дисертација, Модуларне функције и специјални циклуси, проблематизује аналитичку теорију бројева, а ментор јој је био Дон Загијер. Тренутно је на постдокторским истраживањима у Берлинској математичкој школи и на Хумболтовом универзитету у Берлину.
Поред свог рада на пољу сферног паковања, Вјазовска је позната и по свом истраживању сферних дизајна у сарадњи са Бондаренком и Радченком. Заједно са њима доказала је претпоставку Коревара и Мејерса о постојању малих шара у произвољним димензијама. Овај резултат био је један од доприноса за које је њен сарадник Адриј Бондаренко освојио награду Васил А. Попов за теорију апроксимације 2013. године.

## Одабрана дела
- Bondarenko, Andriy; Radchenko, Danylo; Viazovska, Maryna (2013), „Optimal asymptotic bounds for spherical designs”, Annals of Mathematics, Second Series, 178 (2): 443—452, MR 3071504, S2CID 2490453, arXiv:1009.4407 , doi:10.4007/annals.2013.178.2.2
- Viazovska, Maryna (2017), „The sphere packing problem in dimension 8”, Annals of Mathematics, 185 (3): 991—1015, S2CID 119286185, arXiv:1603.04246 , doi:10.4007/annals.2017.185.3.7
- Cohn, Henry; Kumar, Abhinav; Miller, Stephen D.; Radchenko, Danylo; Viazovska, Maryna (2017), „The sphere packing problem in dimension 24”, Annals of Mathematics, 185 (3): 1017—1033, S2CID 119281758, arXiv:1603.06518 , doi:10.4007/annals.2017.185.3.8
- Cohn, Henry; Kumar, Abhinav; Miller, Stephen D.; Radchenko, Danylo; Viazovska, Maryna (2019), „Universal optimality of the E8 and Leech lattices and interpolation formulas”, Annals of Mathematics, arXiv:1902.05438 , Архивирано из оригинала 14. 07. 2022. г., Приступљено 23. 11. 2023